# Klaus Halbach

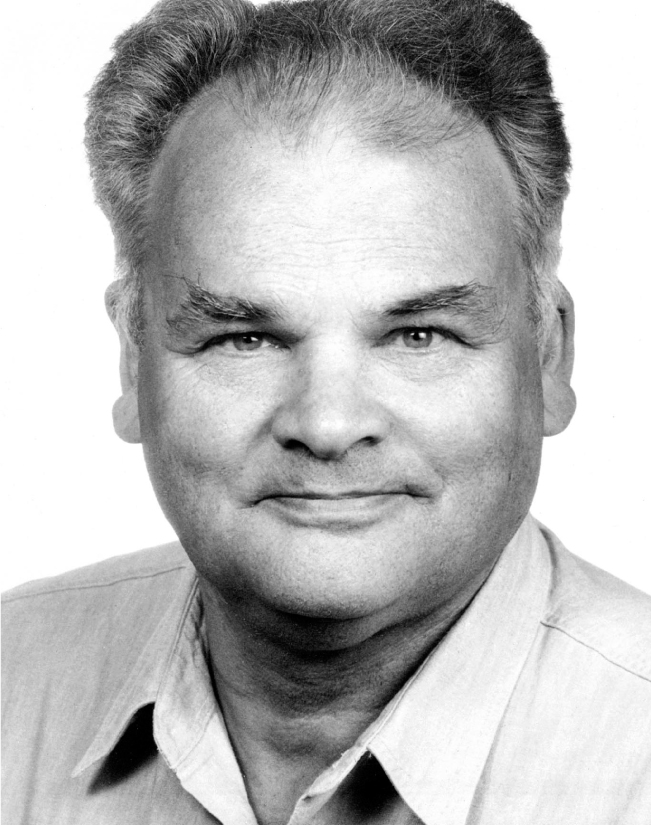
Klaus Halbach

Klaus Halbach (* 3. Februar 1925 im heutigen Wuppertal; † 11. Mai 2000) war ein deutscher Physiker, der sich mit der Physik von Teilchenbeschleunigern beschäftigte.

## Leben
Halbach wurde 1954 an der Universität Basel Über eine neue Methode zur Messung von Relaxationszeiten und über den Spin von Cr53 promoviert und lehrte dann drei Jahre an der Universität Fribourg. 1957 ging er in die USA zu Felix Bloch an die Stanford University. Nach kurzem Zwischenaufenthalt in der Schweiz kehrte er 1960 in die USA zurück, wo er sich an der University of California, Berkeley mit Plasmaphysik beschäftigte. Dort wandte er sich der Beschleunigerphysik zu, zunächst in der Entwicklung des Konzepts des Omnitron Synchrotron-Beschleunigers für Kerne, der allerdings nie gebaut wurde (die Entwicklung floss aber in die des Schwerionenbeschleunigers am LBNL Bevalac ein). Er war lange Zeit Wissenschaftler am Lawrence Berkeley National Laboratory (LBNL). 1991 ging er dort offiziell in den Ruhestand.
Halbach war als Spezialist für die Entwicklung von Magnetsystemen für Beschleuniger (speziell Wiggler und Undulatoren für Synchrotronstrahlungsquellen und Freie Elektronenlaser) bekannt. Von ihm stammt das Halbach-Array (1980). Von ihm und seinem späteren Schwiegersohn Holsinger stammt der viel verwendete Poisson Code für den Entwurf magnetischer Systeme. Halbach war Berater bei der Entwicklung des Speicherrings für die Advanced Light Source in Berkeley, dem Stanford Synchrotron Radiation Laboratory (SSRL) und der Advanced Photon Source des Argonne National Laboratory.
Er entwickelte außerdem Miniaturmagnete für NMR-Spektrometer, die für zukünftige Raumfahrtmissionen zum Mars benutzt werden sollten, und für kleine Zyklotrone zur Isotopentrennung in der Medizin. Außerdem war er an der Entwicklung von Magnetsystemen für Spektrometer hoher Auflösung an der Kernforschungsanlage Jülich und am LAMPF in Los Alamos beteiligt.

## Auszeichnungen
Halbach erhielt den Arthur H. Compton-Preis. 1990 wurde er Fellow der American Physical Society.